# 全角運動量量子数
全角運動量量子数（ぜんかくうんどうりょうりょうしすう、英: total angular momentum quantum number）は、軌道角運動量とスピン角運動量を結合することで与えられた粒子の全角運動量をパラメータ化するために量子力学で使われる量子数である。
粒子のスピン角運動量を s、軌道角運動量ベクトルを ℓ とした場合、全角運動量 j は以下で表される。
{\displaystyle \mathbf {j} =\mathbf {s} +{\boldsymbol {\ell }}}
関連する量子数に主全角運動量量子数 j がある。j は以下の範囲のとびとびの整数である．
{\displaystyle |\ell -s|\leq j\leq \ell +s}
ここで ℓ は方位量子数で s はスピン量子数である。
全角運動量ベクトル j と全角運動量量子数 j の間の関係は以下のようになる。
{\displaystyle \Vert \mathbf {j} \Vert ={\sqrt {j(j+1)}}\hbar }
このベクトルの z 成分は以下のようになる。
{\displaystyle j_{z}=m_{j}\hbar }
ここで mj は第二全角運動量量子数と呼ばれ、軌道角運動量の磁気量子数に相当する。これは −j から +j の間で1ずつ飛びとびの値、すなわち 2j + 1 個の異なる mj の値を持つ。
全角運動量は3次元回転群のリー代数so(3)のカシミール不変量に相当する。